# Liste der Mitglieder des Sächsischen Landtags 1875/76
Diese Liste gibt einen Überblick über die Mitglieder des 16. ordentlichen Sächsischen Landtags, der vom 14. Oktober 1875 bis zum 1. Juli 1876 tagte.

## Zusammensetzung der I. Kammer

### Präsidium
- Präsident: Ludwig Eduard Victor Freiherr von Zehmen
- Vizepräsident: Friedrich Wilhelm Pfotenhauer
- 1. Sekretär: Conrad Eduard Löhr
- 2. Sekretär: Hugo von Schütz

### Vertreter des Königshauses und der Standesherrschaften
| Besitz oder Institution                                      | Abgeordneter                                                                            | Bemerkungen                     |
| ------------------------------------------------------------ | --------------------------------------------------------------------------------------- | ------------------------------- |
| Sächsisches Königshaus                                       | Prinz Georg                                                                             |                                 |
| Besitzer der Standesherrschaft Königsbrück                   | August Graf Wilding von Königsbrück                                                     |                                 |
| Besitzer der Standesherrschaft Reibersdorf                   | Kurt Heinrich Ernst Graf von Einsiedel                                                  |                                 |
| Besitzer der Herrschaft Wildenfels                           | Friedrich Magnus Graf zu Solms-Wildenfels durch seinen Bevollmächtigten Hugo von Schütz |                                 |
| Vertreter der vier Schönburgischen Lehnsherrschaften         | vakant                                                                                  |                                 |
| Bevollmächtigter der fünf Schönburgischen Rezessherrschaften | Feodor von Schönberg                                                                    | eingetreten am 22. Februar 1876 |
| Vertreter der Universität Leipzig                            | Gustav Adolf Fricke                                                                     |                                 |

### Vertreter der Geistlichkeit
| Amt                                  | Abgeordneter               | Bemerkungen                     |
| ------------------------------------ | -------------------------- | ------------------------------- |
| Evangelischer Oberhofprediger        | Ernst Volkmar Kohlschütter |                                 |
| Dekan des Domstifts zu Bautzen       | Franz Bernert              |                                 |
| Superintendent zu Leipzig            | Gotthard Victor Lechler    |                                 |
| Vertreter des Kollegiatstifts Wurzen | Hennig Albert von Stammer  | eingetreten am 26. Oktober 1875 |
| Vertreter des Hochstifts Meißen      | Gustav von Watzdorf        |                                 |

### Auf Lebenszeit gewählte Abgeordnete der Rittergutsbesitzer
| Wahlbezirk            | Abgeordneter                                                                   | Bemerkungen |
| --------------------- | ------------------------------------------------------------------------------ | ----------- |
| Meißner Kreis         | Christoph Holm von Egidy                                                       |             |
| Meißner Kreis         | Victor Wilhelm Freiherr von Ferber                                             |             |
| Meißner Kreis         | Karl Christian Arthur Freiherr Dathe von Burgk                                 |             |
| Erzgebirgischer Kreis | William Kraft                                                                  |             |
| Erzgebirgischer Kreis | Hans Eberhard von Schönberg                                                    |             |
| Oberlausitz           | Franz Guido Hempel                                                             |             |
| Oberlausitz           | Karl Boremäus August Andreas Michael Herrmann Clemens Graf von Schall-Riaucour |             |
| Oberlausitz           | Benno Karl Rudolf von Watzdorf                                                 |             |
| Leipziger Kreis       | Otto von Böhlau                                                                |             |
| Leipziger Kreis       | Alexis Peltz                                                                   |             |
| Vogtländischer Kreis  | Karl von Metzsch                                                               |             |
| Vogtländischer Kreis  | Wilhelm Otto Seiler                                                            |             |

### Rittergutsbesitzer durch Königliche Ernennung
- Heinrich Otto von Erdmannsdorf
- Gustav von König
- Curt Ernst von Posern (Austritt aus der Kammer aufgrund seines Alters und seiner Kränklichkeit am 18. Oktober beantragt und am 23. Oktober 1875 von der Kammer bestätigt)
- Ludwig Eduard Victor von Zehmen
- Bernhard Edler von der Planitz
- Friedrich Emil Robert Meinhold
- Karl Graf von Rex
- Theodor Graf zur Lippe
- Richard Graf von Könneritz
- Albin Leo Graf von Seebach (eingetreten am 26. Oktober 1875)
- Hans Dietrich Konrad von Trützschler (eingetreten am 22. Februar 1876)

### Magistratspersonen
| Wahlbezirk | Abgeordneter                                        | Bemerkungen |
| ---------- | --------------------------------------------------- | ----------- |
| Dresden    | Friedrich Wilhelm Pfotenhauer, Oberbürgermeister    |             |
| Leipzig    | Carl Wilhelm Otto Koch, Bürgermeister               |             |
| Glauchau   | Arwed August Maximilian Martini, Bürgermeister      |             |
| Freiberg   | August Friedrich Clauß, Bürgermeister               |             |
| Grimma     | Ernst Ludwig Hennig, Bürgermeister                  |             |
| Meißen     | Karl Richard Hirschberg, Bürgermeister              |             |
| Bautzen    | Conrad Eduard Löhr, Bürgermeister                   |             |
| Chemnitz   | Heinrich Friedrich Wilhelm André, Oberbürgermeister |             |

### Vom König nach freier Wahl ernannte Mitglieder
- Ernst Rülke
- Edmund Becker
- Konrad Sickel
- Johann Paul Freiherr von Falkenstein
- Friedrich Robert von Criegern

## Zusammensetzung der II. Kammer

### Präsidium
- Präsident: Daniel Ferdinand Ludwig Haberkorn
- 1. Vizepräsident: Lothar Ottokar Wilhelm Streit
- 2. Vizepräsident: Julius Pfeiffer
- 1. Sekretär: Emil Hugo Carl Böhme
- stellvertretender 1. Sekretär: Karl Gustav Zumpe
- 2. Sekretär: Walter Julius Gensel
- stellvertretender 2. Sekretär: Gustav Richter

### Städtische Wahlbezirke
| Wahlbezirk | Abgeordneter                       | Partei / politische Ausrichtung | Bemerkungen                                                  |
| ---------- | ---------------------------------- | ------------------------------- | ------------------------------------------------------------ |
| Dresden 1  | Georg Ludwig August Walter         | DFP                             |                                                              |
| Dresden 2  | Julius Kretzschmar                 | DFP                             |                                                              |
| Dresden 3  | Karl Friedrich Emil Bönisch        | DFP                             |                                                              |
| Dresden 4  | Hugo Käuffer                       | Konservativ                     | Nachwahl nach dem Tod von Karl Wilhelm Gebert                |
| Dresden 5  | Emil Lehmann                       | DFP                             |                                                              |
| Leipzig 1  | Wilhelm Häckel                     | Liberal                         | Nachwahl nach Mandatsniederlegung von Friedrich Eduard Näser |
| Leipzig 2  | Hermann Karl Friedrich Schnorr     | NLP                             |                                                              |
| Leipzig 3  | Karl Gotthold Krause               | NLP                             |                                                              |
| Chemnitz 1 | Eduard Beyer                       | NLP                             |                                                              |
| Chemnitz 2 | Karl Friedrich Biedermann          | NLP                             |                                                              |
| Zwickau    | Lothar Ottokar Wilhelm Streit      | DFP                             |                                                              |
| 1          | Daniel Ferdinand Ludwig Haberkorn  | Konservativ                     |                                                              |
| 2          | Johann Andreas Freiherr von Wagner | Konservativ                     |                                                              |
| 3          | Wilhelm Schaffrath                 | DFP                             |                                                              |
| 4          | Hermann Schreck                    | DFP                             |                                                              |
| 5          | Karl Moritz Großmann               | Liberal                         | Nachwahl nach dem Tod von Ferdinand Adolph Lange             |
| 6          | Theodor Heinrich Ottomar Blüher    | DFP                             |                                                              |
| 7          | Heinrich Richard Scheller          | NLP                             |                                                              |
| 8          | Magnus Meischner                   | DFP                             |                                                              |
| 9          | Walter Julius Gensel               | NLP                             |                                                              |
| 10         | Clemens Schieck                    | NLP                             |                                                              |
| 11         | Richard Ludwig                     | NLP                             |                                                              |
| 12         | Friedrich Arthur Eysoldt           | DFP                             |                                                              |
| 13         | Reinhard Fröhner                   | NLP                             |                                                              |
| 14         | August Gottwerth Penzig            | NLP                             |                                                              |
| 15         | Karl Friedrich Ferdinand Uhle      | Liberal                         |                                                              |
| 16         | Herrmann Kürzel                    | NLP                             |                                                              |
| 17         | Heinrich Eduard Minckwitz          | DFP                             |                                                              |
| 18         | Karl Wilhelm Stauß                 | NLP                             |                                                              |
| 19         | Richard Petri                      | DFP                             |                                                              |
| 20         | Gustav Adolf Vodel                 | Konservativ                     | Nachwahl nach dem Tod von Carl Eduard Mannsfeld              |
| 21         | Ferdinand Querner                  | Konservativ                     |                                                              |
| 22         | Robert Körner                      | NLP                             |                                                              |
| 23         | Franz Moritz Kirbach               | NLP                             |                                                              |
| 24         | Gustav Emil Leberecht Hartwig      | Konservativ                     |                                                              |

### Ländliche Wahlbezirke
| Wahlbezirk | Abgeordneter                          | Partei / politische Ausrichtung | Bemerkungen                                |
| ---------- | ------------------------------------- | ------------------------------- | ------------------------------------------ |
| 1          | Christian Gottlieb Riedel             | DFP                             |                                            |
| 2          | Wilhelm Theodor Israel                | Liberal                         |                                            |
| 3          | Julius Pfeiffer                       | NLP                             |                                            |
| 4          | Karl August Heinze                    | DFP                             |                                            |
| 5          | Andreas Strauch                       | Konservativ                     | sorbisch Handrij Kerk                      |
| 6          | Karl Hermann Fahnauer                 | DFP                             |                                            |
| 7          | Karl Bernhard Päßler                  | Konservativ                     |                                            |
| 8          | Friedrich Wilhelm Beeg                | Konservativ                     |                                            |
| 9          | Gustav Philipp                        | DFP                             |                                            |
| 10         | Karl Gottlob Barth                    | Konservativ                     |                                            |
| 11         | Friedrich Wilhelm May                 | DFP                             |                                            |
| 12         | Ernst Schumann                        | Konservativ                     |                                            |
| 13         | Hans Alexander von Bosse              | Konservativ                     |                                            |
| 14         | Richard von Oehlschlägel              | Konservativ                     |                                            |
| 15         | Victor Hermann Leutritz               | Konservativ                     | Nachwahl nach dem Tod von Eugen Käferstein |
| 16         | Robert Richard Grahl                  | DFP                             |                                            |
| 17         | Friedrich Wilhelm Oehmichen           | DFP                             |                                            |
| 18         | Karl Ernst Klopfer                    | Konservativ                     |                                            |
| 19         | Karl Heinrich Richter                 | Konservativ                     |                                            |
| 20         | Erdmann Theodor Günther               | Konservativ                     |                                            |
| 21         | Traugott Otto Starke                  | Konservativ                     |                                            |
| 22         | Johann Nepomuk Köckert                | Konservativ                     |                                            |
| 23         | Karl Heine                            | DFP                             |                                            |
| 24         | Curt Moritz Starke                    | DFP                             |                                            |
| 25         | Heinrich Louis Schmidt                | Konservativ                     |                                            |
| 26         | Magnus Guido Uhlemann                 | Konservativ                     |                                            |
| 27         | Gustav Richter                        | Konservativ                     |                                            |
| 28         | Karl Ernst Seydel                     | Konservativ                     |                                            |
| 29         | Georg Otto von Ehrenstein             | Konservativ                     |                                            |
| 30         | Friedrich Wilhelm Winkler             | NLP                             |                                            |
| 31         | Ludwig Leuschner                      | NLP                             |                                            |
| 32         | Leonçe Robert Freiherr von Könneritz  | Konservativ                     |                                            |
| 33         | Karl Gottlob Heymann                  | Konservativ                     |                                            |
| 34         | Emil Hugo Karl Böhme                  | DFP                             |                                            |
| 35         | Karl Mehnert                          | Konservativ                     |                                            |
| 36         | Karl Gustav Zumpe                     | Konservativ                     |                                            |
| 37         | Carl Friedrich Werner                 | Konservativ                     |                                            |
| 38         | Bernhard Grünler                      | Konservativ                     |                                            |
| 39         | Heinrich Bunde                        | Konservativ                     |                                            |
| 40         | Friedrich August Barth                | Konservativ                     |                                            |
| 41         | Franz Adler                           | Konservativ                     |                                            |
| 42         | Bernhard Heinrich Freiherr von Hausen | Konservativ                     |                                            |
| 43         | Hermann Kramer                        | NLP                             |                                            |
| 44         | Emil Kreller                          | Konservativ                     |                                            |
| 45         | Carl Sieboth                          | DFP                             |                                            |